# Плейнв'ю (Нью-Йорк)
Пле́йнв'ю (англ. Plainview) — переписна місцевість (CDP) в США, в окрузі Нассау штату Нью-Йорк. Населення — 27 100 осіб (2020). Розташована на північному березі острова Лонг-Айленд у місті Ойстер-Бей.
Плейнвью та його сусідній гамлет, Старий Бетпейдж, мають спільну шкільну систему, бібліотеку, пожежну службу та входять до єдиного водного району (англ. water district). Забезпечення публічної безпеки та правопорядку громади покладається на друге відділення Управління поліції округу Нассау.

## Географія
Плейнв'ю розташований за координатами 40°46′54″ пн. ш. 73°28′23″ зх. д. / 40.78167° пн. ш. 73.47306° зх. д. (40.781700, -73.473035). За даними Бюро перепису населення США в 2010 році переписна місцевість мала площу 14,88 км², з яких 14,85 км² — суходіл та 0,03 км² — водойми.

## Демографія
Згідно з переписом 2010 року, у переписній місцевості мешкало 26 217 осіб у 9070 домогосподарствах у складі 7379 родин. Густота населення становила 1762 особи/км². Було 9281 помешкання (624/км²).
Расовий склад населення:
| - 86,6 % — білих - 10,7 % — азіатів - 0,5 % — чорних або афроамериканців - 0,1 % — корінних американців |

До двох чи більше рас належало 1,6 %. Частка іспаномовних становила 4,0 % від усіх жителів.
За віковим діапазоном населення розподілялося таким чином: 24,1 % — особи молодші 18 років, 58,5 % — особи у віці 18—64 років, 17,4 % — особи у віці 65 років та старші. Медіана віку мешканця становила 44,4 року. На 100 осіб жіночої статі у переписній місцевості припадало 93,3 чоловіків; на 100 жінок у віці від 18 років та старших — 89,7 чоловіків також старших 18 років.
Середній дохід на одне домашнє господарство становив 146 173 долари США (медіана — 123 856), а середній дохід на одну сім'ю — 163 411 долар (медіана — 143 829). Медіана доходів становила 93 425 доларів для чоловіків та 65 488 доларів для жінок. За межею бідності перебувало 2,8 % осіб, у тому числі 2,4 % дітей у віці до 18 років та 4,4 % осіб у віці 65 років та старших.
Цивільне працевлаштоване населення становило 12 795 осіб. Основні галузі зайнятості: освіта, охорона здоров'я та соціальна допомога — 32,1 %, науковці, спеціалісти, менеджери — 15,2 %, фінанси, страхування та нерухомість — 12,1 %.